# ماشین حالت یو.ام.ال
ماشین حالت یو.ام. ال (UML state machine) ماشین حالتی است که از نماد گذاری زبان مدلسازی یکپارچه استفاده می‌کند تا حالت‌های مختلف یک فرایند را نمایش دهد.

## اجزا ماشین حالت یو.ام. ال

### حالت
هر حالت، ممکن است ساده یا مرکب باشد. حالت مرکب، از یک یا چند ناحیه تشکیل شده‌است که هر ناحیه، خودش یک ماشین حالت یو.ام. ال است و حالت شروع و پایان دارد و وقتی وارد این حالت شدیم، ماشین، از حالت شروع درون این حالت، شروع به کار می‌کند و زمانی که به حالت پایانی رسید، بر اساس یال‌های خروجی آن، به حالت‌های دیگر می‌رود.
هر حالت ساده، از ۲ بخش تشکیل شده‌است. یک بخش، به نام این حالت اختصاص دارد و دیگری، شامل ۳ اطلاع است:
- در زمان ورود به این حالت، چه اتفاقاتی باید رخ دهد که به این صورت نمایش داده می‌شود: عمل / entry
- در زمان خروج از این حالت، چه اتفاقاتی باید رخ دهد که به این صورت نمایش داده می‌شود: عمل / exit
- در زمانی که در این حالت هستیم، چه اتفاقاتی باید رخ دهد که به این صورت نمایش داده می‌شود: عمل / do

### یال
همچنین، یال‌های این گراف که نشان‌دهنده انتقال‌های بین حالت‌ها هستند، شامل شرط و عمل هستند که به این‌گونه بر روی یال قرار می‌گیرند: عمل / شرط

### حالت شروع و پایان
حالت شروع این ماشین حالت، با یک دایره توپر نمایش داده می‌شود و حالت پایان آن، با دایره توپری که دور آن یک حلقه وجود دارد، نشان داده می‌شود.

### اجرای همزمان چند ناحیه
همان‌طور که بالاتر ذکر شد، در حالت‌های مرکب، ممکن است چند ناحیه داشته باشیم و این ناحیه‌ها بخواهند همزمان اجرا شوند. در این صورت، بین یال‌های ورودی به آن ناحیه‌ها، یک خط عمودی رسم کنیم و بین یال‌های خروجی از آن‌ها نیز یک خط عمودی رسم می‌کنیم.

### حالت تاریخ
این حالت برای زمانی استفاده می‌شود که از یک حالت مرکب خارج شویم و بخواهیم دوباره به آن وارد شویم و بخواهیم اطلاعات مرحله قبل حفظ شود. برای این منظور، هنگام ورود مجدد به درون حالت مرکب، ابتدا به حالتی به نام "H" یا "*H" می‌رویم و سپس به حالت مدنظر منتقل می‌شویم.
"H" برای زمانی استفاده می‌شود که بخواهیم فقط اطلاعات خود حالت مرکب را ذخیره کنیم اما "*H" برای زمانی است که بخواهیم اطلاعات تمام ماشین را ذخیره کنیم.